# BLOW SESSION
『BLOW SESSION』（ブロウ・セッション）は、藤井尚之の2枚目のアルバム。1988年12月27日に発売された（本人の24歳の誕生日当日）。

## 概要
土屋昌巳プロデュース。3rdシングル「クローム・メタリック」が同日発売された。

## 収録曲
全曲作詞：松本隆　作曲：藤井尚之　編曲：土屋昌巳
1. クローム・メタリック
2. Japansese
3. 雨のニューオリオンズ
4. Babysitter Blues
5. 紫のライン
6. HEAVEN
7. SAX MACHINE
8. スペードのエース
9. リトル・ドラマー・ガール
10. 君が好きだよ